# Serge Ehrensperger
Serge Ehrensperger (* 8. März 1935 in Winterthur; † 24. November 2013 ebenda) war ein Schweizer Schriftsteller.

## Leben
Serge Ehrensperger studierte nach der Matura in Winterthur Germanistik, Psychologie, Philosophie und Geschichte in Zürich, Paris und Tübingen. Er promovierte bei Emil Staiger über Heinrich von Ofterdingen von Novalis. Anschliessend war er in London politischer Korrespondent der Zürcher Tageszeitung Die Tat, später Werbetexter und Marktpsychologe und einige Jahre Gymnasiallehrer in Frauenfeld und Hamburg.
Von 1965 bis 1967 war er mit der Pariser Kunstmalerin Maossama Farman-Farmaian verheiratet. 1973 bis 1976 war er Lektor an der Universität Complutense in Madrid. Ab 1975 arbeitete er als Schriftsteller in Winterthur, Zürich und Madrid. Von 1981 bis 1986 war er Literaturkritiker beim Schweizer Radio DRS und von 1976 bis 1994 Deutschlehrer am Technikum Winterthur.
1992 erhielt er den Vera-Piller-Lyrikpreis, 1999 den Carl-Heinrich-Ernst-Kunstpreis. Er war jahrelang Vizepräsident des Schweizer PEN und ist Mitglied des PEN-Zentrums Deutschland.
1994 gründete er die «Serge-Ehrensperger-Stiftung» zur Förderung von erotischer Literatur; sie wurde 2004 umgewandelt in eine Stiftung zur Förderung von Literatur in hochdeutscher Sprache, die ihre Tätigkeit erst nach seinem Tod aufnahm.

## Literarisches Schaffen
Ehrenspergers Erstlingsroman trägt den Titel Prinzessin in Formalin und handelt in einer Werbeagentur in London. Margarete Hannsmann bezeichnete ihn als «ein Stück Weltliteratur». Der Protagonist Serge ermordet seine persische Gemahlin Sima Banou und konserviert sie in Formalin. Die Mumie erteilt ihm Ratschläge für seine Marketingfirma, wodurch er steinreich wird. Die Sache fliegt auf, als er die Tote benützt, um den Carnaby-Style bei einer Werbeparty vorzuführen. Darauf wird sie in ein etruskisches Grab nahe Bologna gelegt, wo sie Telefon und Fernsehen hat. Das Werk ist vielfältig angelegt: Es gibt verschiedene Zeitebenen, die Handlung schwankt zwischen Realität und Phantasie, die Erzählstränge sind verwirrend, und manche Sprachformen ähneln der von Arno Schmidt. Da das kompliziert gebaute Sprachkunstwerk zudem Szenen mit enthemmtem Sex enthält, reagierte die Kritik auf das Buch sehr unterschiedlich, laut dem Kritischen Lexikon zur deutschsprachigen Gegenwartsliteratur «mit überschwenglichem Lob und bitterböser Verurteilung». Ebendort urteilt Peter Kraft über das Werk: «Mit seiner virtuosen Handhabung gelingt es dem Autor, in oft unerhörter sprachlicher Dichte, das Wechseln der Empfindungen des Helden und der Szenerie […] zwischen ästhetisierter Kultur und hemmungsloser Vermarktung, zwischen Liebe und pornographischer Lust ohne Peinlichkeiten zu vermitteln.»

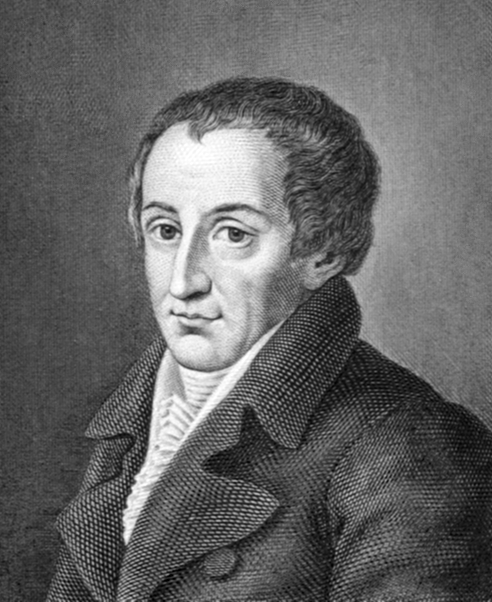
Der Autor nannte sich in Anspielung auf August von Kotzebue in Prozesstage «Kotzebue».

Flüssiger zu lesen ist Prozesstage. Der Prosaist Kotzebue nimmt Anteil beim Winterthurer Schwurgerichtsprozess gegen den in Zürich verhafteten deutschen Terroristen Rolf Clemens Wagner, wobei er gleichzeitig die Scheinidylle seiner Heimatstadt blosslegt.
Im Roman Passionstage beschreibt Ehrensperger das quälende Leiden eines Mannes, der versucht, zwei Frauen treu zu bleiben. Diese Leidensgeschichte verbindet der Autor mit der biblischen Passionsgeschichte.
Der Roman Francos langes Sterben. Chiffrierte Briefe aus der Diktatur richtet sich gegen das Franco-Regime und verherrlicht die Stadt Madrid und die spanische Kultur.
Mit «komischen Wortkaskaden» (Michel Raus) beschreibt Ehrensperger in einem Aperçu zum Jahrhundert Die Ornithologen seine Schriftstellerkollegen als Vogelschar. «Er kennt sich als Mitglied des deutschen PEN aus mit den Papageien und ‹Pappgeiern›, mit den Raub- und Singvögeln, den Aasgeiern und stolzen Pfauen des gesamtdeutschen Dichterzirkels.»
Der Titel von Ehrenspergers Lyrikband Sonette an den Orkus erinnert an Rilkes Sonette an Orpheus; in seinen Gedichten verfremdet und parodiert der Autor das klassische Sonett. Ehrensperger hat auch die pornographischen Gedichte des französischen Lyrikers Paul Verlaine (1844–1896) ins Deutsche übertragen. Die Übertragungen stehen in der Kritik, da er, ohne Rücksicht auf Gleichklänge, sehr wörtlich übersetzt hat und «die Dinge bei ihrem vulgären Namen nennt».

## Zitat
- «Da wandern sie beide. Sie lösen einander ab. Eine kommt herauf, die andere geht hinunter. Sie haben einen Zeitplan ausgemacht, wann jede bei mir heulen darf. Jede wartet sittsam, bis sie dran ist. Und ich hänge neben Jesus. Ich such ihn übrigens von seiner fleischfressenden Diät abzubringen, aber er sagt, die stehe nur in seinem Umschlagtext.
‹Also, Herr Jesus, was soll ich mit meinen beiden Weibern anfangen? Welche der zwei Engelinnen würdest du behalten, die zu meiner Rechten oder die zu meiner Linken?›»[6]

## Werke
- La larga muerte de Franco. (spanische Version von Francos langes Sterben, übersetzt von Claudia Toda Castán). Editorial Planeta, Barcelona 2016, ISBN 978-84-08-16002-1.
- Visitas a castillos. Relatos. (spanische Version von Schlossbesichtigungen, übersetzt von Lidia Álvarez Grifoll, André Herrmann, Claudia Toda Castán). Editorial Delirio, Salamanca 2007, ISBN 978-84-938607-4-5.
- Faraonis Billiarden. Eine Finanzsatire. Wolfbach Verlag, Zürich 2010, ISBN 978-3-905910-03-2.
- Wie Blüten die Schreie den Lüften werfen. Frühe Gedichte. Wolfbach Verlag, Zürich 2008, ISBN 978-3-9523334-2-6.
- Das Messer der Jahre. Erzählungen. Wolfbach Verlag, Zürich 2007, ISBN 978-3-9523057-5-1.
- Paul Verlaine. Oeuvres libres. Die 39 letzten Gedichte. Wolfbach Verlag, Zürich 2006, ISBN 3-9523057-0-7.
- Die Stadtwohnung. Roman. Nimrod, Zürich 2004, ISBN 3-907149-32-7.
- Dissonette. 112 Gedichte. Wolfbach Verlag, Zürich 2004, ISBN 3-9522831-4-2.
- Sonette an den Orkus. 168 Gedichte zur Zeitenwende. Nachwort: Michel Raus. Lyrikedition 2000, München 2001, ISBN 3-935284-31-4.
- Die Ornithologen. Ein Aperçu zum Jahrhundert. Sonderdruck für den Deutschen PEN. Nimrod, Zürich 2000, ISBN 3-907139-19-4.
- Kubaleks Kartone. Ein Schelmenroman. Wolfbach Verlag, Zürich 1999, ISBN 3-9520831-9-4.
- So weit wie Casanova. Autobiographischer Roman. Neptun Verlag (Erpf), Ermatigen 1996, ISBN 3-256-00156-4.
- Far East. Georg Seldams Deutschlandträume. Die Floraldollars. Drei kleine Romane. Edition Erpf, Bern/München 1994, ISBN 3-905517-91-4.
- Francos langes Sterben. Chiffrierte Briefe aus der Diktatur. Edition Erpf, Kreuzlingen/Bern 1987, ISBN 3-256-00104-1.
- Passionstage. Roman. Erpf, Bern 1984, ISBN 3-256-00071-1.
- Prozesstage. Die Tage des Prosaisten Egon Kotzebue während des Prozesses gegen Rolf Clemens Wagner in Winterthur. Roman. Edition Erpf, Bern/München 1982, ISBN 3-256-00032-0.
- Schlossbesichtigungen. Erzählungen. Benziger, Zürich/Köln 1974, ISBN 3-545-36234-5.
- Prinzessin in Formalin. Roman. Claassen, Hamburg/Düsseldorf 1969 (zuletzt: Edition Erpf, Bern/München 1994, ISBN 3-905517-97-3).
- Die epische Struktur in Novalis’ «Heinrich von Ofterdingen». Eine Interpretation des Romans. Schellenberg, Winterthur 1965.